# Primula densa
Primula densa là một loài thực vật có hoa trong họ Anh thảo. Loài này được Balf. f. miêu tả khoa học đầu tiên năm 1920.